# Annona deceptrix
Annona deceptrix är en kirimojaväxtart som först beskrevs av Lübbert Ybele Theodoor Westra och som fick sitt nu gällande namn av Heimo Rainer.
Annona deceptrix ingår i släktet annonor och familjen kirimojaväxter. Inga underarter finns listade i Catalogue of Life.